# Sedimentos terrígenos

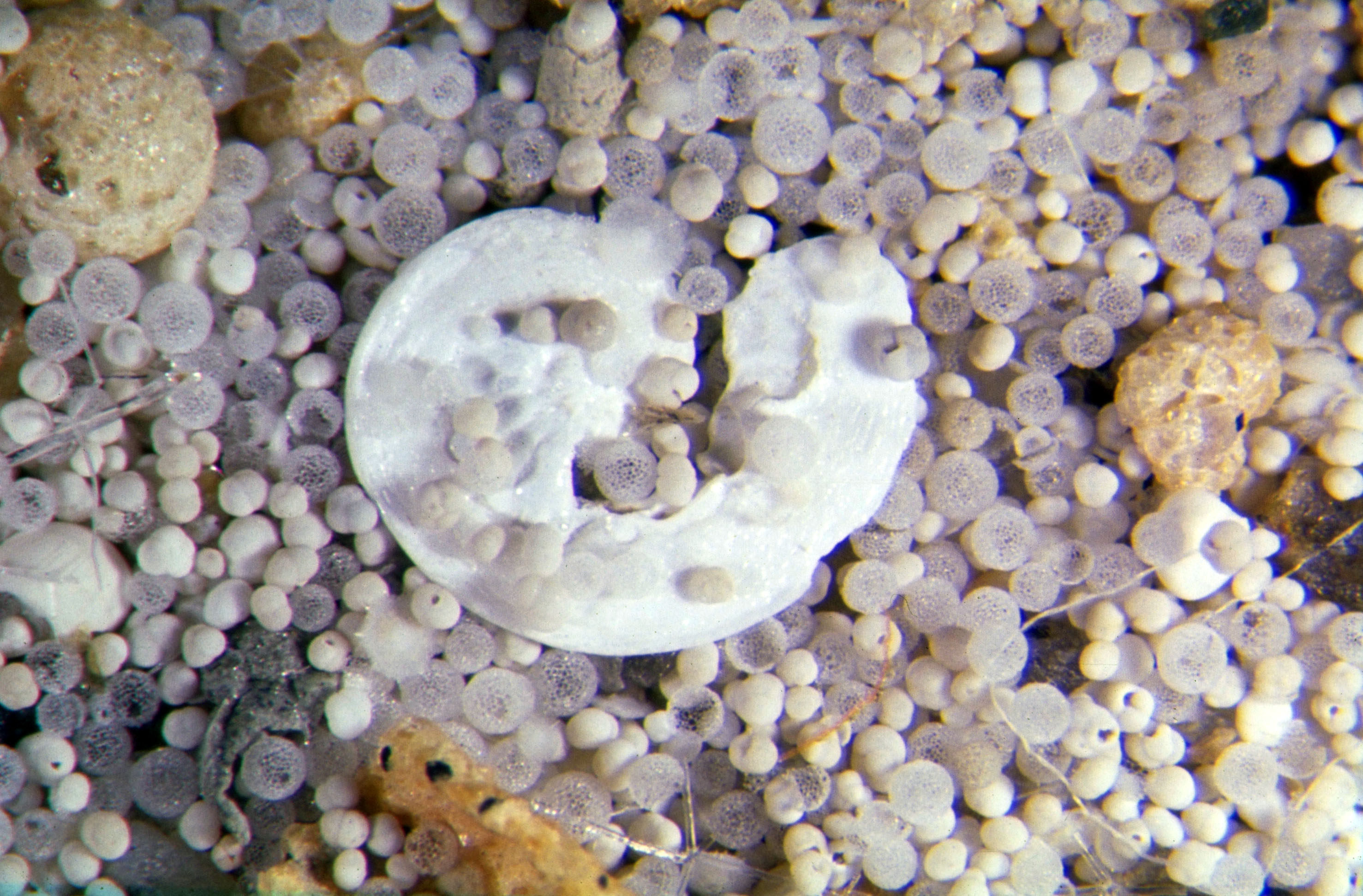
Sedimentos Terrígenos.

En oceanografía, los sedimentos terrígenos son los derivados de la erosión de las rocas en la tierra; es decir, se derivan de ambientes terrestres (en oposición a los marinos). Consistente en arena, lodo y limo transportados al mar por los ríos, su composición generalmente está relacionada con sus rocas de origen. La deposición de estos sedimentos se limita en gran medida a la plataforma continental.
Las fuentes de sedimentos terrígenos incluyen volcanes, erosión de rocas, polvo arrastrado por el viento, molienda por glaciares y sedimentos transportados por ríos o icebergs. 
Los sedimentos terrígenos son responsables de una cantidad significativa de sal en los océanos de hoy. Con el tiempo, los ríos continúan transportando minerales al océano, pero cuando el agua se evapora, deja los minerales atrás. Dado que el cloro y el sodio no son consumidos por procesos biológicos, estos dos elementos constituyen la mayor porción de minerales disueltos.